# Erwin Lambert
Erwin Hermann Lambert (7 décembre 1909 – 15 octobre 1976) est membre du parti nazi et un sous-officier SS-Unterscharführer ayant supervisé la construction des chambres à gaz pour l’Aktion T4 à Hartheim, Sonnenstein, Bernburg et Hadamar. De même, pendant l'Aktion Reinhard, il gérera la construction de baraques et des nouvelles chambres à gaz à Sobibor et Treblinka vers la mi-1942.

## Biographie
Lambert naît le 7 décembre 1909 à Schildow, une petite ville de la commune de Mühlenbecker Land, dans l'arrondissement de Barnim. Son père est tué dans la Première Guerre mondiale; et son beau-père propriétaire d'une entreprise de construction à Schildow. Après des études élémentaires, Lambert devient apprenti, d'abord chez un serrurier, puis chez un maçon. Après avoir passé son examen d'apprenti, il fréquente une école des métiers de la construction à Berlin au milieu des années 1920 et passe son examen de maître maçon au milieu des années 1930. Après avoir travaillé comme maçon, puis maître maçon, il devient contremaître pour diverses entreprises de construction berlinoise.
Lambert rejoint le parti nazi en mars 1933, après la prise du pouvoir par Hitler, et travaille d'abord au sein du parti en tant que Blockleiter à Schildow. Lambert n'était encore membre d'aucune des organisations paramilitaires du mouvement.
À la fin de 1939, le programme Aktion T4 tenta de recruter Lambert, qui avait été recommandé par le bureau local du Front travailliste allemand. Acceptant l'offre en janvier 1940, Lambert est embauché comme contremaître de construction supervisant les ouvriers; il fut surnommé « le patron de la construction de l'Aktion T4 ».

### Construction des chambres à gaz

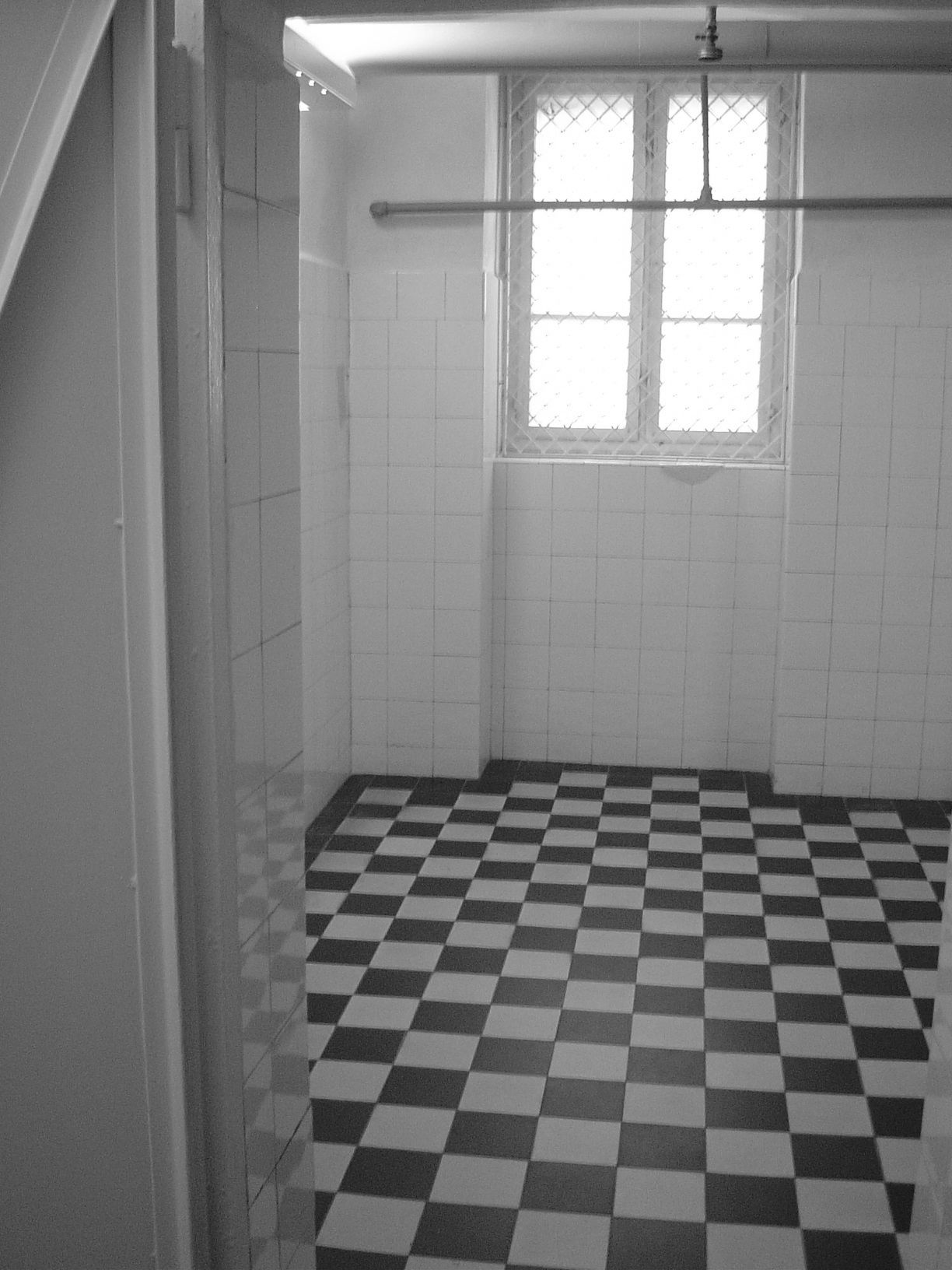
Chambre à gaz à Bernburg, conçu par Erwin Lambert.

La principale tâche de Lambert consistait à diriger les travaux de construction dans les centres de mise à mort T4, en particulier la construction de chambres à gaz et de crématoires. Plus tard, il prétendra avoir simplement érigé des diviseurs de pièce et installé des portes, une affirmation largement discréditée. 
Les centres d'euthanasies de Brandebourg et de Grafeneck ayant déjà été terminés avant que Lambert ne rejoigne le programme T4, il supervisera la construction des chambres à Hartheim, Sonnenstein, Bernburg, et Hadamar comme « expert de la construction des chambres à gaz ».
Après la fin du programme T4, Lambert est affecté à l'Aktion Reinhard à Lublin, dans le but d'effectuer des travaux de maçonnerie qui permettront de construire les chambres à gaz dans les camps d'extermination de Sobibór et de Treblinka. À Lublin, Lambert rejoint la SS. Entre-temps, son travail est souvent interrompu face à d'autres travaux de construction en Allemagne et en Autriche, notamment pour l'Aktion 14f13 toujours en cours. Avec l'aide de volontaires ukrainiens et de prisonniers juifs, Lambert construisit de solides installations de gazage à Sobibor et à Treblinka: « Grâce à son expertise sur les installations de gazage, Lambert put rapidement terminer tous les travaux de la grande maison [à Treblinka]. »
Lors du procès de Sobibor à Hagen, en Allemagne (dont le principal accusé était Kurt Bolender), qui dura du 6 septembre 1965 au 20 décembre 1966, Lambert déclara:

« J'étais dans le camp d'extermination pendant environ deux à trois semaines. C'était à l'automne 1942, mais je ne me souviens pas exactement quand. À ce moment-là, Wirth m'a chargé d'agrandir la structure de gazage selon le modèle de Treblinka.
Je suis allé à Sobibor avec Lorenz Hackenholt, qui était à l'époque à Treblinka. Nous sommes allés avec Hackenholt dans une scierie près de Varsovie, où il commanda un gros lot de bois pour les coffrages des futures chambres. 
Ensuite, nous sommes allés à Sobibor où Franz Reichleitner, le commandant du camp, nous a accueillis. Il nous a donné les directives exactes pour la construction des installations de gazage. Le camp était déjà en opération et il y avait une installation de gazage. Probablement l'ancienne installation n'était pas assez grande, et une reconstruction était nécessaire. Aujourd'hui, je ne peux pas dire exactement qui a participé aux travaux de reconstruction. Cependant, je me souviens que des prisonniers juifs et des soi-disant Askaries (auxiliaires ukrainiens) ont pris part aux travaux. 
Lors de la construction du bâtiment, aucun convoi Juifs n'est arrivé au camp. »

En outre, Lambert a dirigé la construction de plusieurs camps de travaux forcés à proximité tels que Dohorucza et le camp de concentration de Poniatowa. Apparemment, Lambert tenta au mieux de rester un expert de métier non impliqué dans le système concentrationnaire, dévoué uniquement à son travail et inintéressé par les conditions qui l'entouraient, n’osant rien par peur de ses collègues SS. Selon un survivant, Jankiel Wiernik, Lambert évitait de regarder les cadavres et traitait son équipe de travail juive de manière professionnelle.

« L'Unterscharführer Herman  [sic] était humain et sympathique. Il nous a compris et était prévenant à notre égard. Quand il entra pour la première fois dans le camp II et vit les tas de corps étouffés par le gaz, il fut stupéfait. Il pâlit et un regard effrayé de souffrance retomba sur son visage. Il m'a rapidement emmené de l'endroit pour ne pas voir ce qui se passait. En ce qui nous concerne, les travailleurs, il nous a très bien traités. Souvent, il nous apportait de la nourriture de la cuisine allemande. Dans ses yeux, on pouvait voir sa bonne humeur... mais il craignait ses amis. Tous ses actes et mouvements ont exprimé sa douce âme,. »

À la fin de l'Aktion Reinhard, Lambert est affecté à Trieste, où il continue à participer indirectement au génocide en installant des installations de crémation au camp de concentration Risiera di San Sabba.
Après la guerre, Lambert fut arrêté le 28 mars 1962. Lors du premier procès de Treblinka en 1965, Lambert fut jugé et condamné à quatre ans d'emprisonnement pour avoir aidé et encouragé le meurtre d'au moins 300 000 personnes. Il purge sa peine, mais est de nouveau jugé au procès de Sobibor en 1966, au cours duquel il fut acquitté. Lors des procès, il nia toute implication et accusations de complicité de meurtres, prétendant qu'il se contentait de soupçonner que les bâtiments servaient à des fins criminelles. Lambert décéda le 15 octobre 1976.